# Hulikere, Shrirangapattana
Hulikere là một làng thuộc tehsil Shrirangapattana, huyện Mandya, bang Karnataka, Ấn Độ.